# Hyporhamphus
Hyporhamphus ist eine Fischgattung aus der Familie der Hemiramphidae, die weltweit in tropischen und subtropischen Meeren und mit einigen Arten auch im Süßwasser vorkommt.

## Merkmale
Hyporhamphus-Arten sind kleine bis mittelgroße, 15 bis 40 Zentimeter lang werdende, langgestreckte Fische. Der Unterkiefer ist lang ausgezogen, der Oberkiefer ist kurz und von oben gesehen dreieckig. Die Nasenöffnungen sitzen in einer Grube direkt vor den Augen. Brust- und Bauchflossen sind kurz; Rücken- und Afterflosse sind weit hinten angeordnet. Alle Flossen sind ohne Hartstrahlen. Die Bauchflossen haben sechs Flossenstrahlen. Die Schuppen sind relativ groß und Rundschuppen.

## Systematik
Die Gattung Hyporhamphus wurde im Jahr 1859 durch den US-amerikanischen Ichthyologen Theodore Nicholas Gill zusammen mit ihrer Typusart, Hyporhamphus tricuspidatus (heute ein Synonym von Hyporhamphus unifasciatus), erstmals beschrieben. Sie wird der Familie Hemiramphidae zugeordnet, die ebenfalls im Jahr 1859 durch Gill eingeführt wurde. Wie eine Untersuchung aus dem Jahr 2004 ergab ist diese jedoch nicht monotypisch. Während die Verwandtschaftsgruppe um die Typusgattung Hemiramphus die Schwestergruppe der Fliegenden Fische (Exocoetidae) ist, ist Hyporhamphus zusammen mit Arrhamphus (2 Arten) und den beiden monotypischen Gattungen Chriodorus und Melapedalion näher mit den Hornhechten (Belonidae) verwandt. Für die Verwandtschaftsgruppe um Hyporhamphus wurde der Name „Hyporhamphidae“ vorgeschlagen.

## Arten
Zur Gattung Hyporhamphus gehören fast 40 Arten:
- Hyporhamphus acutus (Günther, 1872)
- Hyporhamphus affinis (Günther, 1866)
- Hyporhamphus australis (Steindachner, 1866)
- Hyporhamphus balinensis (Bleeker, 1859)
- Hyporhamphus brederi (Fernández-Yépez, 1948)
- Hyporhamphus capensis (Thominot, 1886)
- Hyporhamphus dussumieri (Valenciennes in Cuvier & Valenciennes, 1847)
- Hyporhamphus erythrorinchus (Lesueur, 1821)
- Hyporhamphus gamberur (Rüppell, 1837)
- Hyporhamphus gernaerti (Valenciennes in Cuvier & Valenciennes, 1847)
- Hyporhamphus gilli Meek & Hildebrand, 1923
- Hyporhamphus ihi Phillipps, 1932
- Hyporhamphus improvisus (Smith, 1933)
- Hyporhamphus intermedius (Cantor, 1842)
- Hyporhamphus limbatus (Valenciennes in Cuvier & Valenciennes, 1847)
- Hyporhamphus meeki Banford & Collette, 1993
- Hyporhamphus melanochir (Valenciennes in Cuvier & Valenciennes, 1847)
- Hyporhamphus melanopterus Collette & Parin, 1978
- Hyporhamphus mexicanus Alvarez, 1959
- Hyporhamphus naos Banford & Collette, 2001
- Hyporhamphus neglectissimus Parin, Collette & Shcherbachev, 1980
- Hyporhamphus neglectus (Bleeker, 1866)
- Hyporhamphus paucirastris Collette & Parin, 1978
- Hyporhamphus picarti (Valenciennes in Cuvier & Valenciennes, 1847)
- Hyporhamphus quoyi (Valenciennes in Cuvier & Valenciennes, 1847)
- Hyporhamphus regularis (Günther, 1866)
- Hyporhamphus roberti (Valenciennes in Cuvier & Valenciennes, 1847)
- Hyporhamphus rosae (Jordan & Gilbert, 1880)
- Hyporhamphus sajori (Temminck & Schlegel, 1846)
- Hyporhamphus sindensis (Regan, 1905)Hyporhamphus unifasciatus

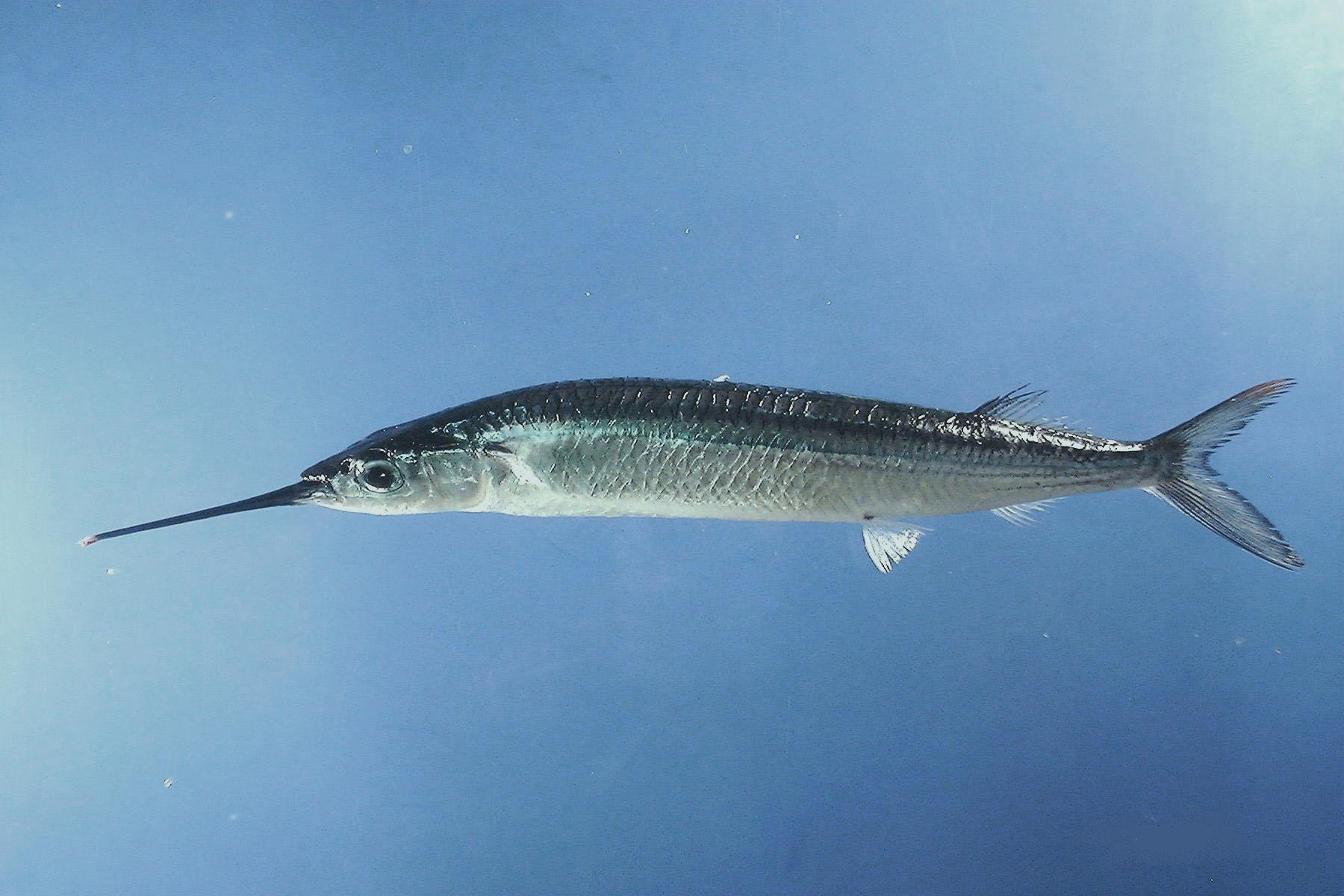
Hyporhamphus unifasciatus

- Hyporhamphus snyderi Meek & Hildebrand, 1923
- Hyporhamphus taiwanensis Collette & Su, 1986
- Hyporhamphus unicuspis Collette & Parin, 1978
- Hyporhamphus unifasciatus (Ranzani, 1841)
- Hyporhamphus xanthopterus (Valenciennes in Cuvier & Valenciennes, 1847)
- Hyporhamphus yuri Collette & Parin, 1978